# Neoscaptia poecila
Neoscaptia poecila là một loài bướm đêm thuộc phân họ Arctiinae, họ Erebidae.